# Cissone
Cissone är en ort och kommun i provinsen Cuneo i regionen Piemonte i Italien. Kommunen hade 86 invånare (2018).